# Personaggi di Mirmo!!

Personaggi della serie

Lista dei personaggi del manga e dell'anime di Mirmo!!.

## Personaggi principali folletti

### Mirmo
Mirmo (ミルモ?, Mirumo)
Doppiato da: Etsuko Kozakura (ed. giapponese), Renata Bertolas (ed. italiana)
È il protagonista folletto della storia; è il principe ereditario del Regno di Mirmo ed è il folletto di Camilla. Ha i capelli biondi, un vestito azzurro e due segni ovali rosa sulle guance. Scappa dal regno dei folletti quando gli viene annunciato il suo matrimonio con Rima e tentando di nascondersi finisce per errore sulla Terra. È allegro e vivace, il suo dolce preferito è il cioccolato e come strumento magico usa delle maracas, dalle quali scaturisce una magia gialla. I ringraziamenti lo imbarazzano e difatti Mirmo spesso si dimostra arrogante e indolente; tuttavia è altresì dotato di una grande forza d'animo. Nonostante ostenti una certa noncuranza nei confronti dei sentimenti di Rima, inizierà a soffrire di gelosia verso Sumo, un folletto follemente innamorato di Rima.

### Rima
Rima (リルム?, Rirumu, Rilum)
Doppiata da: Mayuko Omimura (ed. giapponese), Daniela Fava (ed. italiana)
È la futura sposa di Mirmo e la folletta di Fabrizio. Ha i capelli ricci e di colore verde chiaro, un vestito rosa, due segni rotondi sulle guance e possiede una tremenda forza fisica. I suoi dolci preferiti sono i bignè e come strumento magico usa un tamburello, dal quale parte una magia gialloverde, parzialmente incontrollabile per lei, ma anche estremamente potente. Una volta, la folletta è riuscita a realizzare delle carte bianche in grado di esaudire qualunque cosa ci venisse disegnata sopra. Ne consegue che Rima verosimilmente possieda la magia più potente del Regno Muglox, talmente forte che la ragazza fatica a controllarla. Rima è anche una pessima cuoca e costringe Mirmo a mangiare i suoi cibi. Quando lei e i suoi amici si perdono nella Foresta di Gurum, un folletto locale di nome Sumo si offre di indicar loro la strada, purché riescano a batterlo in incontri di sumo. Solo Rima ci riesce, e il ragazzo, impressionato dal suo immenso vigore, inizierà a farle una corte spietata e passionale per sposarla; purtroppo per lui, Rima non ha intenzione di lasciare il suo Mirmo.

### Yacky
Yacky (ヤシチ?, Yashichi, Yashichi)
Doppiato da: Yukiji (ed. giapponese), Patrizia Scianca (ed. italiana)
È il folletto ninja di Alessia ed è l'acerrimo rivale e, al contempo, il migliore amico di Mirmo. Questa sua particolare amicizia/inimicizia con Mirmo è il traino di molti episodi. Ha i capelli neri, un vestito rosso e sulle guance ha delle spirali rosse. È molto permaloso e impacciato e si fa aiutare molto dai suoi amici Sanzo e Panzo. I suoi dolci preferiti sono i biscottini fritti e ripieni e come strumento magico usa un triangolo, dal quale scaturisce una magia arancio. Yacky è il folletto di Alessia, la quale lo tratta da schiavetto, facendogli fare ogni genere di pulizia domestica. Nonostante detesti molti lati del carattere di Alessia, Yacky è profondamente legato a lei, tanto da sacrificarsi una volta, con un incantesimo che le avrebbe permesso di mettersi al posto di Camilla nella neo-relazione con Fabrizio. La magia in questione, però, lo avrebbe mutato per sempre in pietra. Alessia, intenerita, decide di farlo tornare normale, poiché non sopporterebbe la sua assenza. Mirmo e Yacky, sostanzialmente, sono molto simili di carattere. Orgogliosi, vanitosi, golosi, ma anche fermi nelle loro convinzioni e pronti a tutto pur di raggiungere gli obiettivi che si sono prefissati. Il fatto che Yacky poi si allei con i Warumo contribuisce a creare un ulteriore motivo di scontro fra loro, ma quando Yacky vedrà Alessia in pericolo a opera di Ivol, tradirà i Warumo e li abbandonerà per sempre, mantenendo sempre un atteggiamento spigoloso verso Mirmo, ma dai toni smorzati e più amichevoli. In molti episodi i due giovani hanno dimostrato di stimarsi e apprezzarsi. Non è ben conscio dei sentimenti di Furetta nei suoi confronti, per lei prova solo un grande affetto parentale. In passato era fidanzato con Figurin, ma poi l'ha lasciata.

### Murmo
Murmo (ムルモ?, Murumo)
Doppiato da: Rie Kugimiya (ed. giapponese), Federica Valenti (ed. italiana)
È il dispettoso fratellino di Mirmo e il folletto di Tommy. È quasi sempre in competizione con il fratello maggiore e utilizza la sua capacità di suscitare tenerezza per ottenere quello che vuole. Come fisionomia è simile a Mirmo, solo che ha i capelli rosa scuro, il vestito di un azzurro più scuro di quello del fratello, un fiocco rosso al collo e sul capo un cappello con due antenne blu, in grado di far partire tremende scosse elettriche. Pare avere una fortissima cotta per Fairy, al punto da mandare a monte il suo fidanzamento combinato con la folletta Aroma, pur di correrle incontro. Sfortunatamente, questi guizzi romantici fra i due sono presto interrotti dai loro continui litigi, dalla loro incapacità di comunicare i loro reali sentimenti e dal loro forte orgoglio. Nonostante la sua indole capricciosa e viziata, dimostra spesso una buona maturità, è un amico fedele e una persona affidabile. Il suo dolce preferito è il marshmallow e come strumento magico usa un tamburo, dal quale scaturisce magia rosa. Inizialmente viene snobbato da Tommy, il quale poi diventerà un suo grande amico.

## Personaggi principali umani

### Camilla Minami
Camilla Minami (南 楓?, Minami Kaede, Kaede Minami)
Doppiata da: Mai Nakahara (ed. giapponese), Debora Magnaghi (ed. italiana)
È la protagonista umana della storia, e ha 15 anni. Ha i capelli biondi, spesso raccolti in due codine, e gli occhi castani. È una ragazzina pasticciona, semplice e socievole, come testimonia il fatto che molti ragazzi siano innamorati di lei. È la padroncina di Mirmo, ed è innamorata del suo compagno di classe Fabrizio, che ricambierà il sentimento verso la fine della serie. È rivale amorosa di Alessia, anche se in fondo le vuole bene, e amica di Cecilia e di Carolina. I folletti le danno il potere del microfono magico: lei dice al microfono una preghiera per aiutare gli altri nelle situazioni più gravi, e i folletti e la esaudiscono.

### Fabrizio Yūki
Fabrizio Yūki (結木 摂?, Yūki Setsu, Setsu Yūki)
Doppiato da: Yukitoshi Tokumoto (st. 1-3) / Daisuke Namikawa (st. 4) (ed. giapponese), Simone D'Andrea (ed. italiana)
È un ragazzo intelligente e silenzioso, legge tanto e sogna di diventare uno scrittore. Ha i capelli castani e gli occhi azzurri.
È il padroncino di Rima, la fidanzata di Mirmo.
Fabrizio è sempre pronto ad aiutare gli altri, anche se a volte le situazioni create lo mettono in imbarazzo.
Inizialmente non si capisce bene chi gli piaccia, Alessia o Camilla, ma con il passare del tempo si può vedere come tende ad arrossire e corre sempre in aiuto alla protagonista.
Verso la fine della serie, con l'arrivo della sua amica d'infanzia Manuela e la sua confessione le relazioni diventano più tese, e quando lei confessa il suo grande amore per Fabrizio, lui decide di riavvicinarsi a lei. Manuela però capisce che non è lei che Fabrizio ama veramente, ma Camilla, così lo lascia dicendogli che se non avesse fatto qualcosa l'avrebbe perduta.
Odia i peperoni e il rumore.

### Alessia Hidaka
Alessia Hidaka (日高 安純?, Hidaka Azumi, Azumi Hidaka)
Doppiata da: Hitomi (ed. giapponese), Dania Cericola (ed. italiana)
Ragazza innamorata di Fabrizio e quindi rivale in amore di Camilla, è molto irascibile e violenta. A volte si rende conto che il ragazzo ama Camilla, ma lei non demorde. Sfrutta il suo folletto Yacky per le faccende domestiche e a volte lo tratta male, nonostante gli voglia un mondo di bene. Ha i capelli viola scuro, tendenti al nero, e profondi occhi ametista. In realtà vuole bene a Camilla, ma non lo ammetterebbe mai.

### Tommy Matsutake
Tommy Matsutake (松竹 香?, Matsutake Kaoru, Kaoru Matsutake)
Doppiato da: Sōichirō Hoshi (ed. giapponese), Davide Garbolino (ed. italiana)
È un ragazzo vivace e allegro, innamorato di Camilla (che però non lo ricambia seppure gli sia amica) e con l'aiuto del suo folletto Murmo cercherà di conquistarla. La sua famiglia è molto ricca e potente e per questo è circondato da innumerevoli ammiratrici. Ha i capelli blu di prussia con occhi grigio scuro. Probabilmente sa che Camilla non lo amerà mai, ma anche se non demorde è meno oppressivo di Alessia verso Fabrizio.

## Personaggi secondari folletti

### Morumo
Morumo (マルモ?, Marumo, Marumo)
Doppiato da: Hiroshi Naka (ed. giapponese), Aldo Stella (ed. italiana)
È il re del regno dei folletti, marito della regina Saria e padre di Mirmo e Murmo. Ha un carattere molto simile a quello del suo figlio primogenito, in quanto anch'egli molto testardo e sbarazzino dai modi e dalle lamentele che spesso ricordano quelle di un bambino. Inoltre, risulta molto infastidito quando Mirmo lo deride o infrange le sue regole, a tal punto da arrivare a farlo arrestare a fargli frequentare dei duri corsi per imparare il galateo. Prova una profonda stima per Camilla ed ha un debole per Cecilia. Indossa un completo verde scuro e un mantello rosso con un'enorme corona sul capo molto elaborata e decorata. Ha i capelli giallo scuro e sulle guance ha due segni ovali rosa, come tutti i folletti della sua famiglia. Per fare le magie, Re Morumo usa una grancassa da cui scaturisce una magia arcobaleno. Re Morumo, da giovane, decise di intraprendere un'impresa di tirocinio sulla Terra, ma a causa della nostalgia del suo regno, tornò a casa, cosa che gli permise ugualmente di poter andare nel mondo degli umani ogni volta che voleva.
È un sovrano molto affezionato al suo popolo, così come ai suoi familiari e in particolare a sua moglie, ma a causa dei suoi comportamenti infantili, spesso la regina Saria va su tutte le furie e scatena una vera e propria catastrofe naturale che nel peggiore dei casi potrebbe addirittura distruggere un intero pianeta.
Appare per la prima volta a palazzo reale, e poi anche nel modo degli umani quando va a fare visita ai suoi due figli. Murmo non rimane molto contento della sua presenza molto pressante, per cui decide di indurlo a tornare indietro portandolo in un parco di divertimenti in modo da fargli provare il brivido delle giostre e la paure delle montagne russe o del carosello. usa la grancassa

### Le guardie del castello
Le guardie del castello del regno dei folletti di Mirmo sono delle trombe barocche, usate per lanciare incantesimi.

### Saria
Saria (サリア?, Saria)
Doppiata da: Izumi Kikuchi (ed. giapponese), Mariagrazia Errigo (ed. italiana)
È la sovrana del regno dei folletti, moglie di Re Morumo e madre di Mirmo e Murmo. Ha un carattere molto dolce ed è sempre sorridente, ma quando si arrabbia, in particolare con suo marito, riesce a scatenare dei fenomeni paranormali come tempeste, fulmini o terremoti, rischiando a volte di distruggere il regno di Mirmo o la Terra. Indossa un completo azzurro e un mantello blu con una deliziosa corona sul capo e un ciondolo che le scivola sulla fronte. Ha i capelli grigi e sulle guance ha disegnati due cuori. Utilizza il potere della sua lira per fare le magie.
La regina Saria, così come Re Morumo, ama molto i suoi sudditi e i suoi figli. Questi ultimi inoltre, anche se stentano sempre ad ammetterlo, ricambiano i sentimenti verso l'amata madre, come dimostrato in particolar modo durante i festeggiamenti della festa della mamma. In questa particolare giornata infatti, la regina Saria si ammala gravemente rischiando di scomparire in eterno, ma grazie all'ardua impresa compiuta da Mirmo e Murmo, i due riescono a portarle una speciale alga medicinale che possa guarirla.
Saria compare per la prima volta nel suo palazzo, e in seguito sulla Terra per spingere suo marito a ritornare a casa dopo il suo viaggio a far visita a Mirmo e Murmo. In questa occasione si può vedere una dimostrazione dell'ira di Saria, quando a causa dell'infantilità del re scatena un terremoto e riempie il cielo di nuvoloni neri. Il suo strumento musicale magico e un'arpa.

### Ministro
Ministro (大臣?, Daijin)
Doppiato da: Shōto Kashii (ed. giapponese), Antonio Paiola (ed. italiana)
È un personaggio reale da sempre residente al castello di Re Morumo e amico intimo di quest'ultimo. Indossa un completo verde e ha i capelli color giallino chiaro, porta i baffi da tricheco e sulle guance vi ha disegnate due segni di fiori come quelli presenti nelle carte da poker. Conobbe Re Morumo quando questi era ancora nell'età infantile e da allora si prende cura di lui come un padre, fungendo in qualche modo da baby-sitter. Tuttavia, questa sua premura nei confronti del re non si placa nemmeno dopo che Morumo raggiunge la maturità, in quanto continua ugualmente a conservare il suo carattere giocherellone e infantile.
Appare per la prima volta quando Re Morumo è in viaggio verso il mondo degli umani ed egli ne prende le sembianze per non fare insospettire la regina, anche se alla fine Saria scopre il loro piano e si reca sulle tracce di suo marito. Non si sa precisamente quale strumento usi per fare gli incantesimi.

### Rosirma
Rosirma (バラモ?, Baramo, Baramo)
Doppiata da: Hisako Kyōda (ed. giapponese), Grazia Migneco (ed. italiana)
È la nonna paterna di Mirmo e Murmo, e appunto madre di Re Morumo. Indossa un vestito violetto con un giacchetto arancione e un mantello rossastro. I suoi capelli sono sul grigio-lilla legati sulla testa, ha una graziosa corona sul capo e un ciondolo pendente sulla fronte. Sulle guance presenta gli stessi segni ovali rosa che hanno suo figlio e i suoi due nipoti. Viaggia sempre con il suo drago da compagnia, DoraDora, e per compiere i vari incantesimi, Rosirma utilizza una viola. Il suo comportamento verso i suoi familiari risulta essere molto pressante e presente, a tal punto che Mirmo arriva a chiamarla con un nomignolo dispregiativo, ovvero "Rosarpia". Appare solamente in un episodio della terza stagione dell'anime, nella quale si reca nel mondo degli umani con l'intento di riportare indietro Mirmo e Murmo.
Rosirma considera gli esseri umani delle persone molto sgarbate e maleducate per via di un incidente avuto da giovane con uno di loro, come dimostrato più volte nel corso della sua permanenza sulla Terra. Al termine dell'episodio però, quando Dora Dora rischia di annegare nel fiume, Camilla interviene e lo salva, facendo cambiare completamente l'opinione di Rosirma riguardo agli esseri umani. Rosirma è un'amante di qualsiasi tipo di fiore (in particolare le rose), come affermato dal suo nome e dal fatto che la sua entrata in scena tramite la tazza magica del negozio di Mimomo viene anticipata da un corteo di petali di rosa.

### Mimomo
Mimomo (ミモモ?, Mimomo)
Doppiata da: Ryōka Yuzuki (ed. giapponese), Serena Clerici (ed. italiana)
È il proprietario di un negozio di magia che sembra un orso/procione rosa. Sebbene sia un personaggio molto adorabile quando è nella sua vera forma, è in grado di trasformarsi in un essere umano in sovrappeso per aggirare il mondo umano e sfuggire ai sospetti. Una gag frequente è quando fa le consegne nella sua forma umana, appare improvvisamente nei posti più strani indipendentemente dalla posizione e dalle dimensioni, dando un buon sussulto ai suoi destinatari umani. È un genio quando si tratta di vendite, serve sia le fate buone che quelle oscure, cambiando il suo aspetto a seconda dei suoi clienti.

### Sanzo
Sanzo (サスケ?, Sasuke, Saske)
Doppiato da: Motoko Kumai (ed. giapponese), Cinzia Massironi (ed. italiana)
È uno dei due sgherri più fidati di Yacky. Ha i capelli blu-viola e un completo viola con bandana e sulle guance presenta due stelle ninja a quattro punte. Sanzo appare per la prima volta insieme al suo inseparabile amico Panzo dopo l'arrivo di Murmo sulla Terra. Segue giornalmente le lezioni di Yacky per poter diventare un ottimo guerriero ninja, ma il più delle volte si dimostra davvero incapace e incompetente, cosa che gli fa spesso perdere l'autostima e lo spinge a credere di non potercela mai fare a diventare un allievo migliore. Infatti, insieme a Panzo, viene considerato da Ratin, il cugino di Yacky, un vero e proprio perdente e stupido in quanto discepolo e amico di Yacky. Sanzo suona uno xilofono di metallo per fare le magie. Nella seconda metà della storia, Sanzo scopre di essere innamorato di Furetta, la cugina di Yacky e sorella minore di Ratin.
Sanzo non ha un partner umano specifico e quando va periodicamente a vivere sulla Terra con Panzo si trasferisce a casa di Yacky, nonostante il fatto che Alessia lo sfrutti sempre nelle faccende domestiche e per i suoi interessi personali. Da sempre Sanzo combatte agli ordini di Yacky, anche dopo che questi si ribella alla volontà della Banda Warumo e di Ivol.

### Panzo
Panzo (ハンゾー?, Hanzō, Hanzo)
Doppiato da: Noriko Shitaya (ed. giapponese), Jolanda Granato (ed. italiana)
È il secondo degli scagnozzi di Yacky. Indossa un completo verde con bandana, non si sa precisamente il colore dei suoi capelli in quanto sono sempre coperti, mentre sulle guance presenta due segni a forma di triangolo di colore verde chiaro. Appare per la prima volta insieme al suo inseparabile amico Sanzo in seguito all'arrivo di Murmo nel mondo degli umani. Panzo, così come il suo compagno, segue le lezioni ninja di Yacky, ma le sue capacità sono minime e quasi inesistenti a tal punto da essere considerato da Ratin, il cugino di Yacky, un perfetto rammollito. Per fare le varie magie e incantesimi, Panzo utilizza uno xilofono di legno. Panzo ha un carattere piuttosto lunatico: sembra stia sempre con la testa tra le nuvole e non capisce mai di che cosa si stia parlando in una conversazione specifica. Il più delle volte riesce a combinare guai e a far arrabbiare il suo amico Yacky senza saperne la causa.
Anche Panzo, così come Sanzo, non ha un partner umano specifico e durante le sue permanenze sulla Terra vive a casa di Yacky, nonostante lo sfruttamento di Alessia nei suoi confronti per le pulizie di casa e faccende personali. Anche se spesso sembra inutile e buono a nulla, Panzo si dimostra spesso un amico leale e sincero nei confronti di Sanzo, soprattutto quando questi si prende una cotta per Furetta.

### Zeta
Zeta (ぺータ?, Pēta, Peta)
Doppiato da: Kumiko Higa (ed. giapponese), Benedetta Ponticelli (ed. italiana)
È il migliore amico di Mirmo fin dall'infanzia. Ha i capelli giallo scuro, un vestito verde e delle lentiggini. Quando succede qualcosa di molto piacevole e inaspettato, come rivedere un amico dopo tanto tempo, si commuove e scoppia in lacrime di felicità, è molto sensibile e simpatico. Ha due stelle sulle guance e come strumento magico usa i piatti. La sua pettinatura è simile a quella di Mirmo. Pare prediligere le ciambelle fra gli altri dolci e in un episodio le offre pure a Camilla. Usa i piatti.

### Belfiour
Belfiour (ビケー?, Bikē, Bike)
Doppiato da: Izumi Kikuchi (ed. giapponese), Monica Bonetto (ed. italiana)
È considerato il folletto più carino del regno di Mirmo e ha un lungo codazzo di ammiratrici. In questo stuolo di follette innamorate c'è anche la sua amica Anna, a cui non è indifferente. Ha i capelli grigio-bianco raccolti in un codino, indossa un cappello e un vestito da cowboy marrone. Ovunque egli vada non si separa mai dal suo amato specchio e si rimira di continuo. Questo succede anche quando vede un fiume o un lago. È un po' una specie di narciso e spesso ha in mano un fiore rosso. Ha due racchette da ping-pong sulle guance e come strumento magico usa il corno. Ama i pasticcini con crema.

### Tristin
Tristin (ガビン?, Gabin, Gabin)
Doppiato da: Masako Jō (ed. giapponese), Stefania De Peppe (ed. italiana)
È un amico di Mirmo. È il folletto più pessimista e spesso, anche se succede qualcosa di banale, lui si immagina conseguenze quasi catastrofiche. Ha i capelli fuxia, un vestito lilla e un cappuccio lilla con un teschietto. Sulle guance ha due fuochi fatui e come strumento ha un'armonica a bocca.

### Mabot
Mabot (マンボ?, Manbo, Mambo)
Doppiato da: Keiko Nemoto (ed. giapponese), Marcella Silvestri (ed. italiana)
È un amico di Mirmo. È un folletto impacciato e maldestro, spesso cade o fa delle gaffe, e i suoi amici lo prendono in giro. Mabot ha i capelli castani e un vestito arancio e verde. Ha una sorella maggiore di nome Rumba. Nonostante la sua maldestria, ha saputo aiutare spesso i suoi amici. Come strumento usa una fisarmonica.

### Algebro
Algebro (インチョ?, Incho, Incho)
Doppiato da: Mitsuo Iwata (ed. giapponese), Lorella De Luca (ed. italiana)
È un compagno di classe di Mirmo, un folletto studioso come Anna ma a differenza sua, Algebro si dedica di più alla matematica ed è molto presuntuoso. Ha i capelli viola con sopra un cappellino verde da diplomatico, come Anna ha due grandi occhiali ma di forma quadrata, ha un vestitino verde con dei bottoni gialli. Come strumento usa un mini-pianoforte blu. Gli piace mangiare i manjū.

### Fairy
Fairy (パピィ?, Papii, Papii)
Doppiata da: Kurumi Mamiya (ed. giapponese), Tosawi Piovani / Loredana Foresta (ep. 157-172) (ed. italiana)
È una dolce e graziosa folletta coetanea del piccolo Murmo. Indossa un completo rosa chiaro con un cuore sul petto e un cappello dello stesso colore con le orecchie da coniglietto. Sulle guance invece vi ha disegnati due fiori. Fairy è da sempre innamorata di Murmo, ma per nascondere la sua timidezza e insicurezza lo insulta pesantemente mostrandosi spesso antipatica e sgarbata nei suoi confronti. Tuttavia, Murmo ricambia il suo affetto e spesso si mostra preoccupato per lei, anche se preferirebbe morire che rivelarle i suoi sentimenti. Fairy utilizza un sonaglio per compiere gli incantesimi.
Nella quarta stagione dell'anime, Fairy decide di trasferirsi nel mondo degli umani per stare più vicina a Murmo e diviene quindi la folletta di Samuele, un ragazzo molto gentile e disponibile, il quale è innamorato di Camilla. Così come Samuele infatti, Fairy ha lo stesso problema di non riuscire ad esternare i suoi sentimenti. Durante la sua permanenza sulla Terra, Fairy accresce la sua rivalità con Murmo, in quanto i due continuano incessantemente a sfidarsi su chi dei loro partner umani vincerà la sfida per fare colpo su Camilla e riuscire a conquistarla.

### Denta
il dentista del regno dei folletti per fare le magie usa un campanaccio di vacca.

### Anna
Anna (アンナ?, Anna)
Doppiata da: Chigusa Ikeda (ed. giapponese), Emanuela Pacotto (ed. italiana)
È un'amica di Mirmo. È la studentessa più brava della Muglox School e ama studiare. Ha i capelli nocciola raccolti in due trecce, indossa un paio di occhiali, un vestito lilla e un tocco. Anna, con la sua sapienza, sa guidare i suoi amici nelle difficoltà ed è una buona amica. È innamorata di Belfiour, il cui sentimento è ricambiato. Le piacciono le torte di mele e il suo strumento magico è la chitarra elettrica.

### Gemba
il medico del regno dei folletti per fare le magie usa un flauto preistorico.

### Figurin
Figurin (オトメ?, Otome, Otome)
Doppiata da: Kae Araki (ed. giapponese), ? (ed. italiana)
È la ex-fidanzata di Yacky, di cui però ne è ancora tremendamente innamorato. È una folletta graziosa dai capelli biondi ondulati e dal vestito fucsia con dei capelli molto eleganti, ma quando si emoziona le succede una cosa strana: le spuntano ispidi peli di barba sul volto. Il dubbio sul personaggio ha fatto censurare l'episodio 22, Il primo amore di Yacky, in seguito ripreso da Hiro. Come strumento, Figurin usa un flauto traverso.

### Kororo
Un folletto molto felice che ha un blocco di dadi rosso e un blocco di dadi bianco sui lati delle guance. Il suo strumento è un sassofono.

### Runba
La sorella di Mambo. Lei e Mambo si assomigliano e hanno un certo senso del romanticismo. Il suo strumento è un flauto di Pan.

### Riki
Riki (ライチ?, Raichi, Raichi)
Doppiata da: Tomoko Ishimura (ed. giapponese), ? (ed. italiana)
È una compagna di classe di Mirmo, la folletta più pettegola di tutti. Ha i capelli verdi scuri legati in due crocchiette da due fiocchi rossi accesi, ha le labbra ricoperte da uno spesso strato di rossetto rosa. Quasi sempre tutti i suoi pettegolezzi li inventa lei.

### Moon
Moon (ムーン?, Mūn)
È un compagno di classe di Mirmo, non parla mai ed è il folletto più timido di tutti, hai i capelli biondi con sopra una cappellino blu con una mezza luna disegnata e due occhi diversi da quelli degli altri folletti. Nell'anime si può vedere solo nei momenti in cui Mirmo è in classe o raramente in alcuno spezzoni all'aperto. il suo cibo preferito è lo yogurt. Ha però un ruolo importante nell'episodio dell'annuale gara di biciclette dei folletti, che arriva a vincere (anche se è quello che pedala più lentamente) poiché è l'unico che non si distrae cercando di mandare fuori pista gli avversari con vari sotterfugi.

### Enma
Enma (エンマ?, Enma)
Doppiato da: Toshiya Ueda (ed. giapponese), Riccardo Peroni (ed. italiana)
È il professore della classe di Mirmo. Ha due simboli dell'infinito sulle guance. il suo strumento musicale è un tamburo a mano a palline.

### Sumo
Sumo (キンタ?, Kinta, Kinta)
Doppiato da: Masako Nozawa (ed. giapponese), ? (ed. italiana)
È un folletto che vive nella foresta di Gurum, è pessimista e smemorato infatti crede che cambi qualcosa giorno dopo giorno, ha i capelli marroni castani il vestito marrone e un cappello con le orecchie da orso, ed è innamorato perdutamente di Rima. il suo strumento musicale e un tamburo.

### Ratin
Ratin (ネズミ?, Nezumi, Nezumi)
Doppiato da: Rikako Aikawa (ed. giapponese), Donatella Fanfani (ed. italiana)
È il cugino ninja di Yacky e il fratello maggiore di Furetta. Indossa un completo blu con bandana, oltre al mantello e al cappello di paglia, ha due segni a forma di saetta sulle guance e i capelli neri. È un folletto molto scaltro e astuto che ama molto viaggiare e scoprire i segreti del mondo dei folletti. Tuttavia, il suo rapporto con il cugino Yacky non è dei migliori, in quanto Ratin lo considera un perdente e vorrebbe che sua sorella Furetta non trascorresse del tempo con lui. Nonostante tutto, Furetta è disposta anche a disobbedire agli ordini del fratello per via dell'affetto che prova per suo cugino, che va oltre al normale rapporto parentale. Non usa un particolare strumento per compiere magie, ma durante la sua collaborazione con Tenebro gli viene donata una specie di pistola con la quale si confronta più volte con Mirmo. Durante la seconda stagione assume le sembianze di un cowboy mascherato e privo di identità che si fa chiamare Rat. Sotto mentite spoglie, Ratin si allea con Ivol e Tenebro per proteggere sua sorella Furetta, nella quale alla fine della stagione si viene a scoprire che vi è nascosto un frammento dell'anima di Tenebro, che intende sfruttare per tornare in vita. Poco prima della risurrezione di Tenebro però, Yacky riconosce la vera identità di Rat e lo smaschera, ma Ratin rivela lui che il suo comportamento era dovuto a causa dell'incolumità di Furetta, benché le intenzioni di Tenebro non siano assolutamente quelle di salvarla.
Ratin torna anche varie volte nel corso delle altre stagioni, durante il quale non perde occasione per prendere in giro Yacky e i suoi due scagnozzi Sanzo e Panzo. Per fare in modo che il suo rapporto con Yacky si ristabilisca, Furetta arriva anche a travestirsi da feroce mostro e a fingere di essere stata catturata da Sanzo, in modo che i due collaborino insieme per salvarla.

### Anri
Un folletto della tribù Kurumi. Il suo strumento magico è un registratore. 

### Senri
Il fratello gemello di Anri. Anche lui è della tribù Kurumi. Il suo strumento magico è anche un registratore. 

### Furetta
Furetta (ヤマネ?, Yamane, Yamane)
Doppiata da: Kazusa Murai (ed. giapponese), Sonia Mazza (ed. italiana)
È la cugina ninja di Yacky e la sorella minore di Ratin. Indossa un completo giallo con bandana ed un ciondolo intorno al collo a cui è appesa una stella ninja regalatale da Yacky, ha i capelli blu cobalto raccolti in una coda e due grandi frange laterali, mentre sulle guance presenta disegnate due stelle ninja a tre punte. È una folletta molto tranquilla dalle spiccate doti ninja, ma purtroppo non può divorare dolci come gli altri folletti in quanto se lo facesse andrebbe in preda ad un attacco di sbornia, al termine del quale non ricorderebbe più nulla. Furetta prova una grandissima stima e ammirazione per suo cugino Yacky e vorrebbe seguire le sue lezioni per diventare un ottimo guerriero ninja, al contrario di suo fratello che invece vorrebbe che lei stesse alla larga da Yacky poiché lo considera un rammollito. Furetta in realtà è segretamente innamorata di lui, ma ciò che non sa è che di lei è cotto il piccolo Sanzo, un suo compagno di lezioni ninja e fedele amico di Yacky. Lo strumento che usa per fare magie è un richiamo per uccelli.
Al termine della prima stagione, Furetta si fonde involontariamente con un frammento dell'anima di Tenebro. A sua insaputa, suo fratello Ratin si sottopone agli ordini di Tenebro per salvarle la vita e garantirle l'incolumità, ma tuttavia prima della battaglia finale, Tenebro risorge completamente e il frammento contenuto nel corpo di Furetta emerge per riunirsi alla restante anima.
Furetta nel corso della serie decide di restare sulla Terra e con l'aiuto di Mirmo riesce a trovare una ragazza affine al suo carattere. Purtroppo però, durante la consegna della tazza dalla quale sarebbe dovuta emergere, Biscutin, la commessa del negozio di magia gestito da Mimomo, inverte la tazza con quella di un'altra folletta e Furetta si ritrova ad abitare a casa della principessa Rosa, una ragazzina dodicenne perdutamente innamorata di Tommy, il padroncino di Murmo. Inizialmente il rapporto tra le due non va a gonfie vele, in quanto Rosa si dimostra essere troppo esigente nei confronti di Furetta, ma tuttavia la ragazzina confida molto nelle capacità di Furetta e decide di farla restare a vivere con lei.

### Takolo
Takolo (タコス?, Takosu, Takos)
Doppiato da: Wasabi Mizuta (ed. giapponese), Lorella De Luca (ed. italiana)
È un robot polpo nella Terra di Cristallo. Si reca nel mondo umano per raccogliere i sette cristalli desideri al fine di salvare la sua ragazza e la Terra di Cristallo. Alla fine della terza stagione, divenne il re della Terra di Cristallo. Usa la bocca per estrarre gli accessori.

### Robomaro
Robomaro (イカス?, Ikasu, Ikas)
Doppiato da: Kōsuke Okano (ed. giapponese), ? (ed. italiana)
È un robot calamaro nella Terra di Cristallo. Inizialmente è rivale di Takolo, ma alla fine della stagione, diventa il suo consigliere reale.

### Panta
Panta (パンタ?, Panta)
Doppiato da: Reiko Takagi (ed. giapponese), Arianna Talamona (ed. italiana)
È un folletto che compare solamente nella quarta stagione dell'anime e stabilisce subito un ottimo legame di amicizia con Mirmo. Ha un completo blu e bianco e un cappello che ricorda molto la testa di un panda. Un'altra caratteristica affine ai panda sono le due macchie scure che Panta presenta sulle guance. In realtà è un fantasma che vaga nel mondo degli umani (ha infatti delle differenze con gli altri folletti, ovvero un'aureola, la pelle gelata e il fatto di non usare delle palette per volare) in seguito alla sua morte a causa di una grave malattia in attesa che qualcuno accetti di passare del tempo con lui come aveva sempre desiderato. Quando incontra Mirmo, Panta inizia a giocare con lui, nonostante Mirmo lo tema molto per via della sua fobia agli spettri. Dopo aver finalmente esaudito il suo più grande desiderio di avere un amico, Panta risale al Paradiso dei Muglo, ma quel luogo si rivela alquanto noioso per lui. Panta decide quindi di riscendere sulla Terra alla ricerca di un partner umano con cui vivere. Con l'aiuto di Mirmo e Camilla, Panta si instaura a casa di Manuela, una ragazza disegnatrice di manga e fumetti e amica di infanzia di Fabrizio. I due vanno molto d'accordo tra loro e i difendono a vicenda l'uno con l'altro.
Per compiere le magie, Panta utilizza una chitarra classica, ma il suo potere si rivela molto particolare in quanto al suono dello strumento, per via della sua natura di spettro, egli si fonde con un oggetto qualsiasi per portare a termine il compito che si era prefisso di eseguire. Da quando è vivo usa un Ukulele.

### Il Cavaliere Mascherato
Il Cavaliere Mascherato (妖怪 お面?, Yokai no Omen)
Doppiato da: Pietro Ubaldi (Puck) e Ruggero Andreozzi (Cavaliere Mascherato) (ed. italiana)
È normalmente conosciuto come l'inserviente/tuttofare del castello reale, Puck, un individuo apparentemente inetto e pasticcione, sottovalutato da tutti che spesso si prendono gioco di lui. Di notte tuttavia si trasforma nel giustiziere noto come "Il Cavaliere Mascherato" allo scopo di ricercare una sorta di rivalsa che per un motivo o per l'altro, non riesce mai a raggiungere, per quanto tenti di facilitare la vita del proprio alter ego tramite le sue azioni da supereroe. Come Puck indossa spesso la sua divisa da inserviente, che ricorda quella di uno spazzino e sulle guance presenta dei segni simili a due rose, fiore che non manca mai di appuntare sul petto quando indossa il suo costume, un abito vittoriano avvolto da una cappa nera, il suo volto è coperto da una maschera nera legata a mo' di bandana. Spesso dimostra di essere molto svampito e con poco buon senso, nonostante ciò, si dimostra sempre straordinariamente preparato e competente come eroe, è un provetto spadaccino, straordinariamente agile, veloce e insolitamente molto forte per essere un folletto.

### Chai
Compagno di classe di Mirmo, è il commerciante di classe che vende a tutti mercanzie varie. È anche esperto di Kung Fu . Si veste con un abito cinese arancione e verde. Il suo strumento musicale è un gong.

## Personaggi secondari umani

### Carolina Kido
Carolina Kido (城戸 悦美?, Kido Etsumi, Etsumi Kido)
Doppiata da: Kumiko Higa (ed. giapponese), Alessandra Karpoff (ed. italiana)
La migliore amica di Camilla, capitano della squadra di pallavolo. Nonostante sia la migliore amica di Camilla, è del tutto ignara dell'esistenza del mondo dei folletti. All'inizio aveva una cotta per Tommy, ma è presto svanita e alla fine inizia a frequentare un ragazzo di nome Haijime Kanna.

### Alfred
Alfred (平井?, Hirai, Hirai)
Doppiato da: Kentarō Itō (ed. giapponese), Diego Sabre (ed. italiana)
È il maggiordomo di Tommy fin dalla prima infanzia. È abile in tutto e fa di tutto per compiacere il suo giovane padrone. Lui e Hoshino sono rivali di lunga data, ma hanno un lato tenero l'uno per l'altro.

### Cecilia Eguchi
Cecilia Eguchi (江口 沙織?, Eguchi Saori, Saori Eguchi)
Doppiata da: Risa Hayamizu (ed. giapponese), Marcella Silvestri (ed. italiana)
È un personaggio che appare principalmente durante la prima e la seconda stagione dell'anime, ricoprendo un ruolo fondamentale in entrambe le serie. È una ragazza molto timida e riservata dagli occhi azzurri e i capelli rosa. È inoltre una suonatrice di flauto di fama internazionale e stabilisce subito un legame molto intimo con Camilla, anche se tuttavia questa pensa spesso che tra lei e il suo innamorato Fabrizio possa esserci qualcosa in più della semplice amicizia per via delle molte affinità tra i due, come ad esempio la passione per i romanzi e per la lettura. Nell'edizione italiana dell'anime, il nome originale Saori Eguchi viene utilizzato come nome d'arte durante i suoi concerti con il flauto.
A differenza degli altri esseri umani che non possiedono un folletto, Cecilia è in grado di vederli. Ciò è dovuto al fatto che la ragazza viene controllata per molto tempo dalla malvagità del perfido Tenebro, la vera essenza del male che si impossessa più volte del suono del flauto di Cecilia per indurre in cattiveria la gente in modo da scaturire la sua rinascita dopo essere stato rinchiuso in un cristallo dal potere dei cinque elementi, le divinità del regno di Mirmo.
Tenebro infatti si è rintanato spiritualmente nella camera da letto di Cecilia, precisamente nel suo specchio da parete, e utilizza questa sua vicinanza con la ragazza per sfruttare la sua bravura durante i concerti per rendere il suono del suo flauto uno strumento che riempia la gente di rabbia e di odio. Aiutato dalla folletta Ivol, Tenebro riuscirà ad utilizzare Cecilia per rinascere nuovamente, prendendo anche le sembianze del professor Ettore, l'uomo di cui Cecilia scopre di essere innamorata. Durante la battaglia finale contro Tenebro, Cecilia utilizza il potere dell'Orchestra Magica tra Mirmo, Rima, Yacky e Murmo per creare un flauto d'oro da suonare in modo da infondere nel mondo la pace tra le persone, e non più odio. Tenebro si chiede come mai Cecilia provi tanto rancore per lui dopo tutto il male che le ha fatto, ma la magnanimità della ragazza la porta a pensare che grazie a Tenebro lei abbia finalmente scoperto l'amore, cosa che per molto tempo le era sconosciuta.
Alla fine della seconda stagione, Cecilia decide di recarsi in Germania per seguire le lezioni del professor Ettore, ma prima di partire, Ivol, ormai diventata buona dopo la sconfitta di Tenebro, le chiede di diventare la sua partner e Cecilia accetta volentieri. Entrambe fanno poi una nuova comparsa in due episodi della terza serie, quando Camilla, Fabrizio, Alessia, Tommy e i folletti vanno a farle visita in Germania. Qui si viene a scoprire che tra Ivol e Cecilia ci sono alcune divergenze. Ivol in realtà ha intenzione di costruire un nuovo flauto per la sua padroncina, ma la ragazza si dimostra troppo affezionata al suo. Le due alla fine placheranno le loro divergenze, cosa che permetterà a Camilla e gli altri di trovare il Cristallo Desiderio della Sincerità, un potente gioiello dagli immensi poteri in grado di realizzare i desideri delle persone.

### Manuela Morishita
Manuela Morishita (森下 はるか?, Morishita Haruka, Haruka Morishita)
Doppiata da: Satsuki Yukino (ed. giapponese), Elisabetta Spinelli (ed. italiana)
È un personaggio che appare solo ed esclusivamente nella quarta ed ultima stagione dell'anime. Ha i capelli color marroncino chiaro corti e gli occhi color sabbia. Ama molto disegnare e condividere la sua passione di realizzare manga e fumetti, che è la sua più grande aspirazione. Manuela è una vecchia amica di infanzia di Fabrizio, il ragazzo di cui sia Camilla che Alessia sono innamorate. A causa di questo loro legame speciale e intimo, Camilla diventa spesso gelosa di lei, nonostante il fatto che il loro rapporto di amicizia rimanga ben saldo.
Nel corso della storia, Manuela continua a passare del tempo con Fabrizio, ricordando quasi sempre i vecchi ricordi d'infanzia, ma soprattutto la promessa che Fabrizio le fece di non abbandonarla mai. Fabrizio tuttavia si scopre innamorato di Camilla, ma decide di anteporre la promessa fatta a Manuela e intraprende una relazione con quest'ultima. Alla fine, Manuela capisce che il vero amore di Fabrizio è Camilla, per cui decide di non frequentarlo più e di lasciare che i due possano finalmente stare insieme. Al termine dell'anime, Manuela si scopre innamorata di Samuele, il quale ricambia i suoi sentimenti.
Manuela durante lo svolgimento delle vicende che descrivono la storia incontra il suo folletto, ovvero Panta, un amico di Mirmo, ma che in realtà si rivela essere un fantasma in bilico tra la vita e la morte. I due, tuttavia, hanno un legame molto profondo in quanto Panta si preoccupa sempre per la sua padroncina quando soffre, a tal punto da rischiare la propria vita per tirarle su il morale e viceversa.

### Samuele Koichi
Samuele Koichi (住田 光一?, Sumita Kōichi, Koichi Sumita)
Doppiato da: Hiroyuki Yoshino (ed. giapponese), Renato Novara (ed. italiana)
È un ragazzo, molto timido e gentile, che ama Camilla, e ha confessato i propri sentimenti a quest'ultima. Durante il corso della stagione, diventa il partner umano di Fairy, che tenta incessantemente di aiutarlo a coronare il suo sogno d'amore.
In un episodio, a causa di Alessia, Sanzo, e Panzo, lui e Camilla si baciano accidentalmente. È bravo nell'atletica leggera e ha due sorelle gemelle più piccole. Gli piacciono le ciocconuvole, come a Mirmo. Durante il corso della stagione, capisce che l'unico modo per rendere Camilla felice, è quello di aiutarla a coronare il suo sogno d'amore, e così la incoraggia più volte a mettercela tutta, rinunciando per sempre a lei. Alla fine della stagione, si innamora di Manuela, la quale ricambia i suoi sentimenti.

## Nemici

### Banda Warumo
Banda Warumo (ワルモ団?, Warumo-dan)
Doppiati da: Kentarō Itō (Ichiro), Ikumi Sugiyama (Jiro), Kazusa Murai (Saburo), Masashi Ogawa (Shiro) e Hitomi (Goro) (ed. giapponese), Claudio Moneta (Primo), Luca Bottale (Deuzio), Massimo Di Benedetto (Terzio), Paolo De Santis (Quatro) e Matteo Zanotti (Quinto) (ed. italiana)
È un gruppo composto da cinque folletti, intenti da sempre a conquistare il regno del principe Mirmo. Questa ristretta cerchia di folletti ebbe inizio il giorno in cui, questi si incontrarono l'uno con l'altro e, stanchi di vivere sotto le condizioni imposte da Re Morumo, il padre di Mirmo, decisero di impossessarsi del regno e governarlo a loro piacimento. La divisa di ogni membro della Banda Warumo è composta da un completo nero con mantello e copricapo del medesimo colore e una fascia in testa con un diverso numero e colore ciascuno. Per compiere le magie usano lo shamisen.
Un giorno, la Banda Warumo si avventura in una caverna posta ai confini della foresta e vi trova un enorme cristallo che imprigiona Tenebro, la vera essenza malvagia, il quale rende i cinque folletti dei veri esseri perfidi e crudeli, da allora intenti a sconfiggere Mirmo non più per uno sfizio personale, bensì per soddisfare le richieste di Tenebro ed effettuare la sua rinascita. Tuttavia, dopo la sconfitta di Tenebro, riprendono la loro lotta contro Re Morumo ritornando ai loro vecchi scopi.
I membri della Banda Warumo però non risultano molto svegli e intelligenti, in quanto ritengono malvagio semplicemente fare stupidi scherzi e seminando il caos nel mondo degli umani o nel regno di Mirmo. Inoltre, questi ogni volta riesce sempre a scacciarli via in seguito ai loro scarsi tentativi di salire al potere. A causa di questa loro goffaggine e stupidità, vengono spesso emarginati e presi poco sul serio, a tal punto che persino il loro sommo maestro Tenebro preferisca mandare all'attacco la sua servitrice Ivol e usare loro come sguatteri. Ogni volta che entrano in scena eseguono una specie di "rituale" e sono sempre in contrasto su chi di loro sia il capo. I cinque componenti della Banda Warumo sono:
- Primo (イチロー?, Ichirō): indossa la classica divisa del gruppo più una fascia rossa con iscritto il numero 1. È la mente e l'organizzatore dei vari piani e strategie per capovolgere il regno dei folletti, anche se a volte preferisce seguire le idee dei suoi compagni. Nel corso della trama si innamora di Yurin, la cugina di Rima;
- Deuzio (ジロー?, Jirō): è un nobile cavaliere che indossa la classica divisa del gruppo più una fascia azzurra sulla fronte con iscritto il numero 2 e un occhiello sull'occhio destro. È molto ragionevole in confronto agli altri, anche se spesso si lascia contagiare dalla stupidità del gruppo;
- Terzio (サブロー?, Saburō): indossa la classica divisa del gruppo più una fascia verde sulla fronte con inscritto il numero 3. Come gli altri non è molto pronto, soprattutto durante lo svolgimento dei loro strambi piani;
- Quatro (シロー?, Shirō): indossa la classica divisa del gruppo più una fascia rosa sulla fronte con iscritto il numero 4. È possibile distinguere il colore rossastro dei suoi capelli, che sono visibili ai lati delle guance. Anche lui è molto tardo e fallisce sempre durante lo svolgimento delle loro strategie. Il suo sogno è quello di diventare un cantante;
- Quinto (ゴロー?, Gorō): indossa la classica divisa del gruppo più una fascia gialla sulla fronte con inscritto il numero 5. Anche Quinto lascia scoperti i suoi capelli in modo da notarne il colore blu-viola. Abile nella previsione del futuro, viene considerato il più sciocco del gruppo, ma in realtà è quello che anche senza volerlo tira fuori le idee più efficaci, che alla fine però falliscono ugualmente.

### Ivol
Ivol (アクミ?, Akumi, Akumi)
Doppiata da: Chiemi Chiba (ed. giapponese), Francesca Bielli (ed. italiana)
È una folletta che normalmente indossa un completo giallo e un copricapo nero. Ha i capelli rossi legati in una lunga treccia e sulla guance presenta due segni simili a caramelle. Prima dello svolgimento della trama dell'anime, Ivol si avventura con il suo spasimante Miren in una caverna ai confini della foresta e viene plagiata dall'oscurità di Tenebro, che da allora diventa il suo supremo maestro e se ne innamora perdutamente, cosa che gioca ancora di più a suo favore. Il suo abbigliamento muta quindi completamente: il suo copricapo diventa marchiato con il simbolo del male e il suo completo diventa completamente nero, mentre le sue orecchie si allungano. Per effettuare i vari incantesimi, utilizza un sitar. Sotto ordine del suo maestro, Ivol è costretta ad allearsi spesso con i membri della Banda Warumo, anche se preferirebbe agire da sola scatenando contro Mirmo una serie di creature provenienti dal suo regno trasformate in famelici mostri. A differenza degli altri folletti, che per volare usano delle palette, Ivol viaggia su di un tappeto volante. In seguito alla prima sconfitta di Tenebro, cade in uno stato di depressione, ma alla fine finisce per allearsi con Rat, con il quale continua ad eseguire gli ordini del maestro mentre questi è imprigionato nuovamente nel cristallo.
Durante la battaglia finale con Tenebro, Ivol scopre che questi ha intenzione di far sparire tutti i folletti senza indugio e quindi anche lei stessa e l'intera Banda Warumo. Dopo un'ultima dichiarazione d'affetto per il suo maestro, Ivol abbandona la parte del male, mantenendo pur sempre il suo rapporto instabile con Mirmo, e diventa la folletta di Cecilia, con la quale si trasferisce in Germania al termine della seconda serie. Ivol e Cecilia compaiono nuovamente nella terza stagione quando Camilla e gli altri vanno a farle visita in Germania. Ivol vorrebbe donare a Cecilia un nuovo flauto, ma lei si dimostra molto affezionata al suo. Ivol rimane molto offesa da questo suo comportamento a tal punto da decidere di tornare a vivere nel regno dei folletti, ma grazie a Mirmo, Rima e gli altri le due placheranno le loro divergenze rivelando i propri sentimenti l'una con l'altra e scaturendo l'apparizione del Cristallo Desiderio della Sincerità. usa il mandolino e il suo dolce preferito e il caramello

### Tenebro
Tenebro (ダアク?, Daaku, Daark)
Doppiato da: Jūrōta Kosugi (ed. giapponese), Marco Balzarotti (ed. italiana)
È il principale antagonista di Mirmo. Si tratta della vera e propria essenza del male che si nutre dei sentimenti negativi delle persone, quali odio, violenza o gelosia, per rafforzarsi ed effettuare la sua risurrezione. Un tempo, Tenebro sfruttò tutto il suo potere sinistro per conquistare il regno di Mirmo, ma i cinque elementi, ovvero le divinità del regno, riuscirono a confinarlo in un cristallo posto all'interno di una caverna oscura ai margini della foresta. La folletta Ivol, ignorando gli avvertimenti posti all'esterno della grotta, trovò il cristallo contenente il malvagio spirito di Tenebro e venne plagiata dalla sua oscurità innamorandosi perdutamente di lui. La stessa cosa avvenne poi alla Banda Warumo, ma a differenza di Ivol questi si rivelano utili per Tenebro solamente per ripulirgli lo specchio nel quale il suo animo è prigioniero.
Tenebro riesce anche a raggiungere il mondo degli umani e si rintana nella camera da letto di Cecilia sotto forma di ombra, precisamente nel suo specchio da parte, in modo da poter riuscire a controllare la musica del suo flauto per poter indurre la gente alla cattiveria. Cecilia cade infatti più volte sotto il controllo di Tenebro, specialmente durante i suoi concerti con il flauto. Al termine della prima stagione, Tenebro è quasi propenso a rinascere grazie a Cecilia, ma Camilla riesce a risvegliare i veri sentimenti della sua amica e liberarla dal subdolo potere del male. Tenebro viene quindi recluso nuovamente nel cristallo, ma durante il tragitto, un frammento della sua anima si impossessa di Furetta, grazie al quale continua a dare ordini alla sua più devota servitrice Ivol.
Nel corso della seconda stagione, Tenebro assume le sembianze del professor Ettore, un vecchio insegnante di musica di Cecilia. Questa finisce per innamorarsi di lui, ma Tenebro approfitta della situazione per giocare con i sentimenti della ragazza fingendo di essere cotto di Camilla, in modo da spezzare la profonda amicizia fra le due ragazze. Dopo aver accumulato abbastanza energia negativa, Tenebro risorge sfruttando il frammento spirituale innescato nel corpo di Furetta ed inizia a distruggere contemporaneamente sia la Terra, che il regno di Mirmo.
Al termine della battaglia, Cecilia utilizza il potere dell'Orchestra Magica tra Mirmo, Rima, Yacky e Murmo per creare un flauto d'oro grazie al quale riesce così ad annientare Tenebro. Questi si chiede come mai la ragazza sia così serena dopo tutto il male che le ha fatto, ma Cecilia risponde che grazie a lui ha scoperto finalmente cosa sia l'amore, un sentimento che prima di allora non aveva mai conosciuto.

### Julio
Julio (ジュリオ?, Jurio)
Doppiato da: Lorenzo Scattorin (ed. italiana)
È un nemico dei folletti, è segretamente innamorato di Furetta. Nonché arcinemico del cavaliere mascherato, il suo scopo è di invadere la terra e il regno di Mirmo diventando poi re dei due mondi. All'inizio rifugia nella casa di Camilla fingendosi un vagabondo che non ha una casa decidendosi di diventare migliore amico di Mirmo e Camilla, alla fine della serie rivela che è in realtà al servizio del male, rapisce poi Furetta, Yacky salva sua cuginetta dalle grinfie di questo essere, poi si pente di ciò che ha fatto e diventa un folletto buono. Adora le caramelle a gusto di menta, a differenza degli altri folletti, possiede ben due strumenti anziché uno, il primo è una batteria e il secondo è l'ukulele che usa di solito. Ha i capelli verdi scuri, si veste di nero e verde fosforescente con un cappello grigio.